# Trädläppspindel
Trädläppspindel (Dismodicus elevatus) är en spindelart som först beskrevs av Carl Ludwig Koch 1838.  Trädläppspindel ingår i släktet Dismodicus och familjen täckvävarspindlar. Arten är reproducerande i Sverige. Inga underarter finns listade i Catalogue of Life.